# Rasan (organización)
Rasan (en kurdo: ڕاسان; "levantamiento") fue una organización no gubernamental kurda de derechos humanos que se estableció en 2004 en Solimania, región del Kurdistán, Irak. Rasan se centró en los derechos LGBT y los derechos de las mujeres. La organización llevó a cabo proyectos centrados en la coexistencia y la cohesión social mediante el uso de las artes, la conciencia social, grupos de discusión, proyectos de medios de vida, seminarios, talleres, formación y planes de acción. Rasan involucró a líderes comunitarios de diferentes sectores en foros comunitarios sobre identidad de género, igualdad y coexistencia.
Inicialmente, Rasan fue una organización feminista de derechos de las mujeres entre 2004 y 2012, pero en 2012 amplió su alcance a cuestiones de derechos humanos relacionadas con la comunidad LGBT, lo que la convirtió en la primera organización registrada en Irak en defender públicamente a la comunidad LGBT. La organización también hizo campaña contra el matrimonio infantil y el abuso doméstico. La organización tenía su sede en Solimania, que era su principal área de operaciones, pero hace campaña en Irak y Oriente Medio en general utilizando su presencia en los medios y plataformas de redes sociales, presionando al gobierno iraquí y al Gobierno Regional del Kurdistán (GRK) para que reconozcan los derechos humanos básicos que aún se violan y establezcan leyes para proteger a las personas LGBT y a las mujeres.
La organización inició campañas de concienciación y talleres grupales para jóvenes de la sociedad kurda para tratar de erradicar el tabú de la aceptación de las personas LGBT y la forma en que la mayoría de la sociedad ve y vilipendia a las comunidades LGBT. Una de las campañas, conocida como Arte para todos, incluyó la pintura de murales en las paredes públicas que representaban las preocupaciones de la comunidad LGBT en el Kurdistán en un intento de influir en la opinión pública hacia una mentalidad más indulgente. El proyecto comenzó en 2017 después de una campaña de recaudación de fondos de All Out. Al final del proyecto, algunos de los murales que representaban a la comunidad LGBT fueron vandalizados, especialmente los que tenían arcoíris, que se conocen como un símbolo LGBT. También lanzaron el proyecto Give a Hand durante la misma época, con el apoyo de Give a Damn, cuyo objetivo era investigar las necesidades de la comunidad LGBT y crear un nuevo vocabulario amigable para los queer.
Rasan recibió el apoyo de varios socios para ejecutar sus proyectos, entre ellos COC Nederland, Kvinna Till Kvinna, All Out, Give A Damn, Oxfam, PlanetRomeo, USAID y Asiacell.

## Historia

### Inicios
Rasan se fundó en 2004 como una organización feminista y de derechos de las mujeres. Después de cerrar durante un año en 2011, reabrió en 2012. Mientras continuaba su trabajo por los derechos de las mujeres, Rasan decidió centrarse también en la comunidad LGBT, que era uno de los grupos más grandes de la sociedad que aún enfrentaba violencia y discriminación. Según Ayaz Shalal Kado, ex subdirector de Rasan, sentían que faltaba algo y que se lo dejaba de lado. Rasan era la única organización registrada en Irak que trabajaba para la comunidad LGBT.

### 2005–2012
En 2005, se llevó a cabo un proyecto de concienciación constitucional para mujeres en Erbil, que se llevó a cabo en muchos distritos de la región. El proyecto fue apoyado por la Sociedad Civil de Irak y el Programa de Apoyo a los Medios Independientes (Independet Media Support Program, ICSP) durante dos meses. Más tarde, en 2005, se realizaron 35 conferencias durante tres meses sobre temas que incluían cuestiones sociales y políticas y la salud de las mujeres. Este proyecto también fue apoyado por el ICSP. Entre 2006 y 2010, la organización publicó 85 comunicados de prensa, pero dejó de publicarlos después de 2010. También publicó un libro titulado "Mujeres en el Tercer Mundo", que trata sobre la violencia y el acoso contra las mujeres. La organización también presentó programas de televisión que cubrían la violencia contra las mujeres, la igualdad de género y los derechos humanos y civiles.
En 2007, Rasan produjo una película sobre la mutilación genital femenina. La producción recibió el apoyo de Human Rights Watch y se exhibió en Erbil, Duhok, Kirkuk, Ranya y Said Sadiq. La película participó en un concurso de Mejores Películas del Ministerio de Derechos Humanos de la región del Kurdistán y fue nominada para su exhibición en Alemania. En 2008, la organización trabajó en 55 casos, en 2009 en 62 casos y en 2010 en 60 casos, que trataban principalmente sobre problemas sociales, políticos, ideológicos o familiares que enfrentan las mujeres. La organización organizó actividades entre 2007 y 2012, entre ellas la Conferencia Mundial de ONG en Washington D. C., la Conferencia de ONG de la UE en Austria, los talleres KTK en Amán, los talleres KTK en el Líbano, la Cumbre de Emprendedores Sociales en Estambul y la Cumbre de Defensores de los Derechos de las Mujeres en Sudáfrica. Rasan se tomó luego una breve pausa y reanudó su trabajo tras añadir las cuestiones LGBT a su enfoque.

### 2012–2018
En 2012, Rasan comenzó a planificar un proyecto que incluía activismo y defensa de la comunidad LGBT. COC financió el proyecto como parte de su Programa Pride. El proyecto se llamó "Cruzando el arco iris iraquí" ("Crossing Iraqi Rainbow") y se desarrolló desde 2016 hasta fines de 2020. Los objetivos del proyecto variaron según el año. Rasan pudo realizar talleres, capacitaciones, seminarios, debates grupales y foros comunitarios. Los participantes de los talleres provenían principalmente de sectores e instituciones gubernamentales, el Ministerio de Salud, Asayish, la policía, el Ministerio de Dotaciones y Asuntos Religiosos, jóvenes y estudiantes universitarios.
En 2016, Rasan ejecutó una serie de proyectos a gran escala, uno de los cuales fue 16 días de activismo, donde la organización comenzó a difundir carteles contra el matrimonio infantil en Solimania y a pintar obras de arte que reflejaban la igualdad de género, la paz, los derechos de las mujeres y la coexistencia. Otro proyecto, We Care About You, que se ejecutó de julio a septiembre de 2016, tenía como objetivo brindar protección y asistencia a las mujeres refugiadas, las personas desplazadas internamente y las comunidades de acogida. El proyecto concluyó con 60 mujeres que tuvieron acceso directo a la educación, 750 mujeres recibieron capacitación sobre violencia de género; se establecieron formas comunitarias de 50% mujeres y 50% hombres para recibir apoyo para desarrollar e implementar planes de acción comunitarios contra la violencia de género para 1500 beneficiarios indirectos. Como parte del proyecto Women Can Be, Rasan brindó apoyo psicosocial y legal directo a 200 mujeres, 1200 mujeres recibieron kits de higiene y se organizaron 50 seminarios para hombres para crear conciencia sobre las relaciones saludables y la igualdad de género.
El 1 de marzo de 2017, Rasan anunció su proyecto titulado 1325. Se brindó apoyo legal, psicosocial y social directo a 400 casos. Rasan también organizó 80 seminarios de sensibilización para 1000 mujeres. En 2019, Rasan organizó 11 seminarios para 250 mujeres de los distritos de Chamchamal, Kalar, Arbat Camp y Khabat.
Otra campaña de Rasan consistió en trabajar con 90 mujeres que fueron liberadas o que habían huido de los violadores y traficantes de personas de ISIS. Rasan trabajó con mujeres que habían sido maltratadas por las milicias de ISIS. Según las fuentes, Rasan estaba tratando de obtener más respaldo de las organizaciones internacionales para ayudar a más personas, especialmente mujeres y niños que han huido de ISIS y necesitan terapia mental y física.

#### Art for All

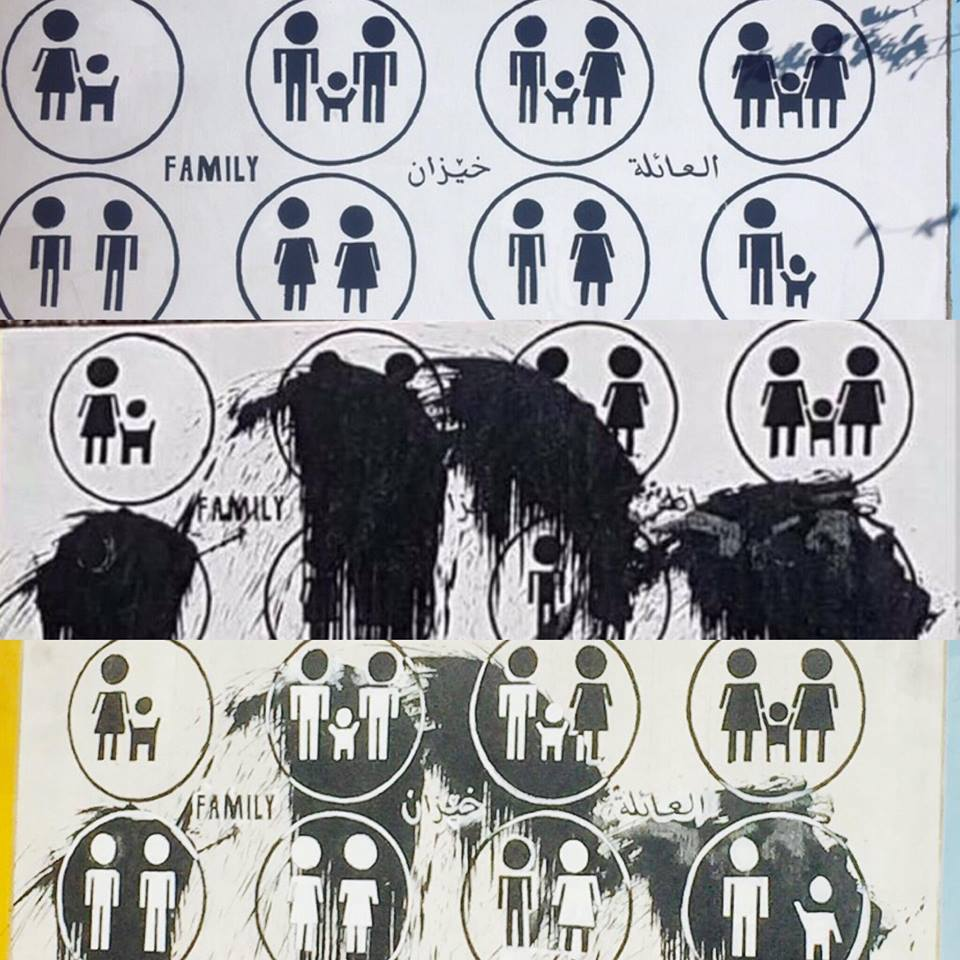
Un mural que representa la igualdad de género que fue vandalizado y luego arreglado por Rasan como contramedida.

En 2017, Rasan lanzó una campaña llamada Art for All ("Arte para todos") para pintar murales en la ciudad de Solimania; fue su primera defensa pública de la comunidad LGBT. El proyecto se financió a partir de una campaña de recaudación de fondos apoyada por All Out. Algunos de los murales, que representaban a la comunidad LGBT, fueron atacados con pintura negra, pero Rasan los repintó. Las autoridades, temiendo una reacción violenta de los lugareños y los creyentes religiosos con opiniones firmes, no permitieron que Rasan pintara todos sus murales en las principales vías públicas. Rasan también pintó murales en las paredes de la escuela secundaria y en la Universidad Americana de Irak en Solimania. Aunque los murales no estaban en la vía pública, hubo una reacción agresiva contra Rasan por su defensa. Rasan recibió muchas reacciones negativas, incluidos mensajes que contenían blasfemias excesivas y amenazas de muerte de personas que creían que Rasan estaba tratando de difundir la indecencia y la inmoralidad, y algunos miembros del personal de la organización han sido agredidos en público. El proyecto también fue cuestionado duramente por las instituciones gubernamentales, y las autoridades amenazaron al director del proyecto con arrestarlo. Este proyecto finalizó el 16 de noviembre de 2018.

#### Give a Hand
En 2018, Rasan recibió apoyo financiero de la organización Give A Damn para el proyecto Give a Hand ("Dale una mano") para investigar las necesidades y los desafíos de la comunidad LGBT local. El proyecto tenía como objetivo ayudar a la organización a diseñar un plan para satisfacer las necesidades de la comunidad y desarrollar nuevas palabras relacionadas con la comunidad LGBT en el idioma sorani para ampliar el vocabulario de la comunidad. Según Give A Damn, "el apoyo también se utilizó para trabajar en la construcción de la comunidad y para identificar aliados como imanes, agentes de policía y responsables de las políticas".

### 2018–presente
El ex subdirector de Rasan, Kado, habló con SBS Kurdish sobre el trabajo de la organización y la forma en que trabajan para romper tabúes sociales, educar a la comunidad y ayudar a las mujeres y a la comunidad LGBT en sus luchas. Shalal dijo a SBS Kurdish que Rasan es una de las pocas organizaciones que trabajan para las personas LGBT en la región del Kurdistán y en Irak en su conjunto. "Contamos con servicios de gestión de casos, donde las personas LGBT pueden visitar nuestra organización o pueden conectarse con nosotros en diferentes aplicaciones a través de sus teléfonos, o en Facebook, o en Twitter, o por correo electrónico para solicitar servicios médicos, sociales y legales que brinda Rasan". A pesar de la crisis económica y política en la región del Kurdistán, Rasan continuó con sus campañas de defensa. Kado dijo que si tuvieran más apoyo, expandirían sus actividades a otras partes de la región, incluida Kirkuk.
En 2020, Rasan lanzó un Proyecto de Desarrollo Juvenil, que incluye seis días de capacitación sobre derechos humanos, género y sexualidad, y salud y derechos sexuales y reproductivos. Se pidió a los participantes que se convirtieran en voluntarios de la organización.

#### Respuesta al COVID-19
En Irak, donde no existen leyes que protejan a las comunidades LGBT, los grupos conservadores y los militantes religiosos son actualmente la principal amenaza para la vida de las personas LGBT. La propagación del COVID-19 ha provocado un aumento de los discursos anti-LGBT de los líderes religiosos y un mayor peligro para la vida de las personas LGBT, especialmente en países donde grupos ideológicos como los chiitas, que tienen milicias, ha habido casos en los que figuras influyentes en Irak culparon a las personas LGBT de la propagación del COVID-19.
El 17 de mayo de 2020, las embajadas de la Unión Europea (UE), Gran Bretaña y Canadá izaron la bandera del orgullo en su sede de Bagdad, lo que provocó una reacción masiva, obligando a la embajada de la UE a retirar la bandera después de unas horas. Muqtada al-Sadir había pedido anteriormente el fin de la violencia contra los miembros de la comunidad LGBT; según un informe escrito por Zhiar Ali para Rasan, fue una de las personas más influyentes en iniciar una campaña de odio contra la comunidad, declarando que la homosexualidad es una "parafilia" y comparándola con el incesto. Los políticos iraquíes pronto iniciaron una campaña infructuosa para expulsar a la embajada de la UE de Irak.

Muqtada al-Sadir está llamando claramente al público y convocando a todos a tomar medidas para detener la "propagación" de la homosexualidad. Esto ha provocado que el público se sienta aún más indignado por la situación y haya recurrido a la violencia contra las personas LGBT y se ha iniciado una campaña para encontrarlos y asesinarlos. Sin embargo, este no ha sido el único llamado a iniciar una campaña de odio. En una grabación transmitida a la televisión nacional, un grupo de personas camina sobre banderas LGBT y condena a la comunidad y proclama que son anormales o que la homosexualidad es una especie de enfermedad".
Rasan

Según Ali, desde que Muqtada al-Sadir publicó tuits discriminatorios, varios jóvenes LGBT han sido asesinados en una campaña de odio. Ali informó de la aparición de "yihadistas digitales" que se hacen pasar por personas LGBT en línea para revelar a miembros reales de la comunidad, lo que los convierte en objetivos vulnerables de intentos de asesinato y daños. El grupo buscaba en aplicaciones de citas gay como Grindr y verificaba los seguidores de grupos pro-LGBT locales y los persuadía de revelar sus identidades. Después de que se desarrollaran estos eventos, Rasan comenzó a atacar agresivamente a la UE y la ONU en sus cuentas de redes sociales, haciendo saber al público que no los apoyaban por temor a que dañara su reputación, etiquetándolos como "simbólicos oportunistas". Rasan también dirigió una campaña mediática contra el gobierno iraquí por no tomar medidas y criticó a Muqtada al-Sadir por su discriminación contra las personas LGBT. En una entrevista con Rudaw, Rasan dijo; "Como de costumbre, los políticos iraquíes siguen engañando a su nación y eludiendo su responsabilidad. Es vergonzoso y sorprendente que una figura como Muqtada al-Sadr no sea consciente de lo que está pasando y, en cambio, culpe a un grupo marginado de la sociedad de ser la fuente del COVID-19".

## Desafíos legales

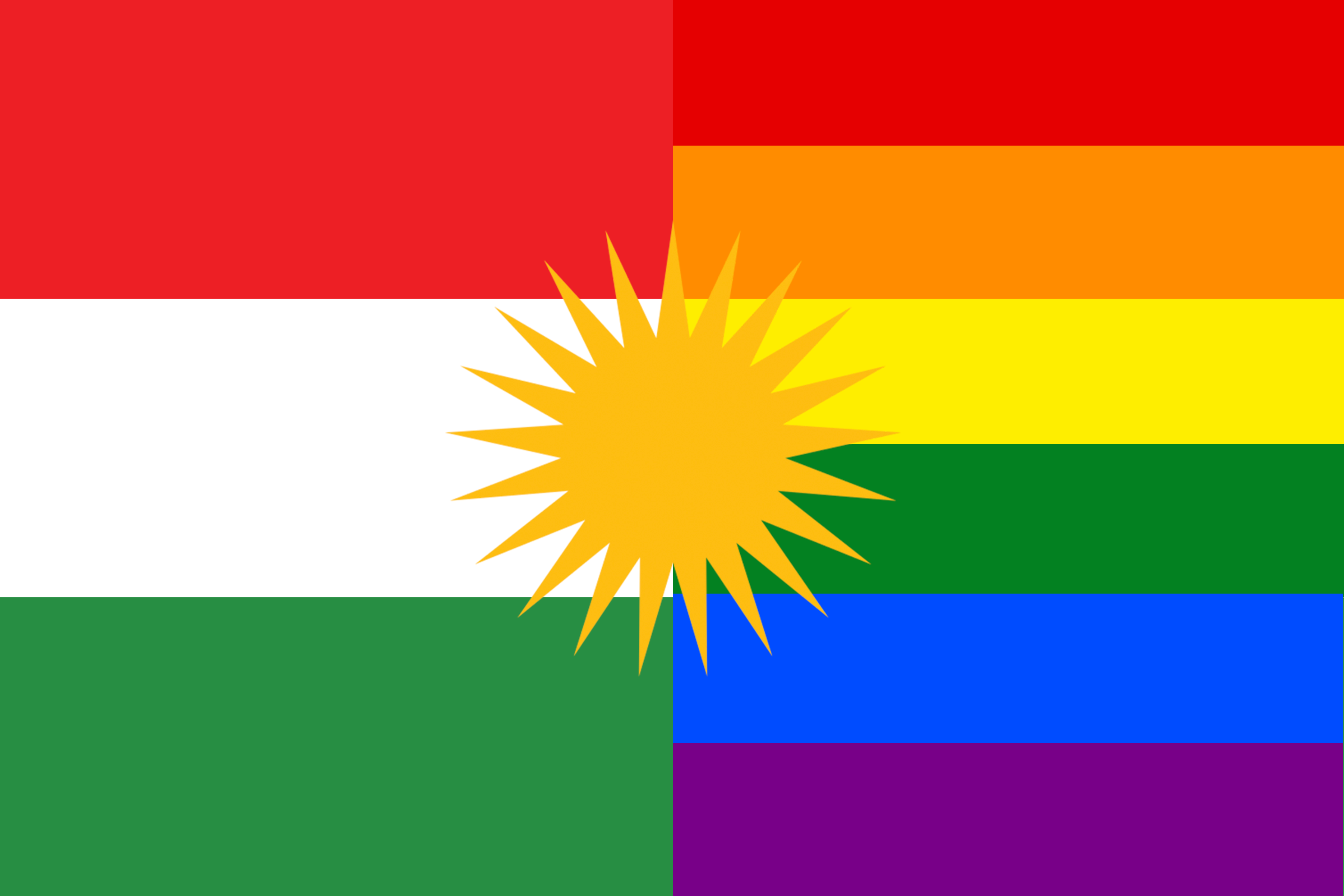
La fusión de la bandera del orgullo y la bandera kurda da como resultado una bandera visualmente dividida en dos secciones distintas. A la izquierda, los colores de la bandera kurda muestran su simbolismo cultural, mientras que a la derecha, la bandera arcoíris simboliza la inclusión y la diversidad. Como punto focal, la parte central de la bandera exhibe el emblema Roj, símbolo de la herencia kurda. Esta bandera representa la armoniosa fusión del orgullo LGBTQ+ y la identidad kurda, encarnando los valores de igualdad, unidad y orgullo cultural.

Irak no tiene leyes que ayuden o brinden protección legal a las personas LGBT, a pesar de los continuos ataques contra la comunidad LGBT. La falta de condena por parte de los medios de comunicación o de las figuras públicas no ayuda a la escalada de la situación en la región iraquí. Todavía hay problemas con la libre expresión de las personas LGBT, cuyas libertades están restringidas. Se abusa de artículos ambiguos en el Código Penal iraquí, leyes de moralidad pública redactadas de manera demasiado amplia, como los artículos 393, 394, 400 y 401 en la región del Kurdistán, y los artículos 376, 394, 398, 397, 402, 403 y 502 en Irak para detener a las personas LGBT en la región.
Legalmente, las relaciones sexuales, ya sean homosexuales o heterosexuales, no están criminalizadas, pero hay numerosos informes sobre ejecuciones y flagelaciones llevadas a cabo en lugares controlados por milicias y militantes religiosos. Como la región del Kurdistán tiene estatus de autonomía, han adoptado sus propias leyes que no penalizan las relaciones entre personas del mismo sexo, pero algunas personas LGBT son arrestadas de todos modos.
El 22 de febrero de 2021, se anunció que un diputado de una fracción política islamista llamada Komal (Grupo de Justicia del Kurdistán) presentó una demanda contra Rasan a nivel local porque la organización defendía los derechos LGBT+ a nivel local y, según él, esto era "contra los valores de la cultura kurda". En respuesta a sus acusaciones, Rasan dijo que se defenderían de la demanda en los tribunales y que trabajan por toda la humanidad. Zhiar Ali, ex oficial de medios de comunicación de Rasan, se pronunció en contra del diputado durante una entrevista en vivo con Rudaw, defendiendo a la comunidad LGBT+, diciendo que los comentarios del diputado eran "infundados y no se basaban en ninguna evidencia científica". Como respuesta a las amenazas de que se cerraría la organización, Ali inició una petición en change.org a través de su iniciativa Yeksani, que fue firmada por más de 1.000 personas, incluidos activistas nacionales y locales.
El 20 de junio de 2023, Bwar News informó que el Tribunal de Primera Instancia de Solimania había disuelto la Organización Rasan por defender "ilegalmente" los derechos de las personas LGBT, y agregó que la decisión era definitiva porque el plazo para apelar ya había expirado.